# قبة أسباير
قبة أسباير أو قبة أكاديمية التفوق الرياضي (ASPIRE) بالدوحة في قطر، هي منشأة رياضية افتتحت سنة 2005، تعتبر من أهم المرافق الرياضية على مستوى العالم، حيث تتألف من أحدث ما توصل إليه العلم والتقنية من مختبرات علوم رياضية، وصالات لياقة، ومركز طبي وعلاج فسيولوجي، وملاعب كرة قدم داخلية، ومضمار لألعاب القوى بمساحة 200 متر، وحوض سباحة وغطس بمواصفات أولمبية، وصالة جمباز، وقاعتين للألعاب الرياضية المتعددة، وصالات لكرة الطاولة، وملعب لكرة القدم الخماسية، وصالة للمبارزة، وساحتي اسكواش.

## الأحداث المستضافة
كانت قبة أكاديمية التفوق الرياضي إحدى ملاعب دورة الألعاب الآسيوية 2006 وبطولة العالم لألعاب القوى داخل الصالات 2010.

## المرافق
المرافق المتاحة داخل قبة أكاديمية التفوق الرياضي تشمل:
- الاتحاد الدولي لألعاب القوى المسار الرسمي الداخلي المعتمد لسباق 200 متر / قفز بالزانة / الوثب الطويل / القفز العالي / دفع الثقل بما في ذلك 3,650 مقعد للمتفرجين و240 مقعد لكبار الشخصيات وصالة كبار الشخصيات.
- ملعب كرة قدم داخلي معتمد من قبل الفيفا مع 5,800 مقعد للمتفرجين و230 مقعد لكبار الشخصيات
- مسبح أولمبي للسباقات 50 متر وللغوص مع 252 مقعد للمتفرجين.
- قاعة للكرة الطائرة مع 1200 مقعد للمتفرجين.
- قاعة تنس الطاولة تسع 9 طاولات مع 150 مقعد للمتفرجين.
- قاعة رياضية متعددة لكرة السلة / الكرة الطائرة / كرة اليد / كرة الصالات مع 1,200 مقعد للمتفرجين.
- قاعة رياضية متعددة لكرة اليد / كرة السلة / كرة الصالات مع 410 مقعد للمتفرجين.
- قاعة مبارزة / جمباز مع 6 شرائط للمبارزة ومنطقة جمباز مصغرة.
- ملاعب الاسكواش بما في ذلك 7 ملاعب اسكواش و1 ملعب زجاجي مركزي ومنطقة إحماء.
- صالة جمباز بما في ذلك صالة قوة وصالة قوة وتكيف وصالة ممارسة وصالة وسبا للموظفين.
- مختبرات العلوم الرياضية بما في ذلك مختبر الكيمياء الحيوية ومختبر الارتفاع ومختبر علم وظائف الأعضاء ومختبر الميكانيكا الحيوية ومختبر الأنثروبومترية.
- مختبرات علم النفس الرياضي بما في ذلك أبطال علم النفس مختبر 1/2/3 و 4.
- مكاتب بما في ذلك قاعات الاجتماعات والمؤتمرات وأجنحة الشركات الهامة.

## وصلات خارجية
- الموقع الرسمي
- صور المنشأة على موقع World Stadiums

| سبقه لويس بويغ بالاس بلنسية          | بطولة العالم لألعاب القوى داخل الصالات 2010 | تبعه ملعب أتاكوي لألعاب القوى إسطنبول |
| سبقه ملعب بوسان ساجيك للبيسبول بوسان | دورة الألعاب الآسيوية 2006                  | تبعه صالة غوانزو للجمباز غوانزو       |